# Medinilla curranii
Medinilla curranii är en tvåhjärtbladig växtart som beskrevs av Elmer Drew Merrill. Medinilla curranii ingår i släktet Medinilla och familjen Melastomataceae. Inga underarter finns listade i Catalogue of Life.